# Jadwiga Krupinska
Jadwiga Krupinska, född 27 mars 1942, är en svensk arkitekt och professor emerita i arkitektur vid Arkitekturskolan, Kungliga Tekniska Högskolan (KTH) i Stockholm.

## Biografi
Under en tid var Jadwiga Krupinska anställd på KFAI Kooperationens arkitektkontor, hos Ralf Erskine m.fl. Hon avlade arkitektexamen 1972 och teknologie doktorsexamen 1983 vid KTH och blev docent 1988. Under åren 1995- 2009 var hon innehavare av en professur i arkitektur med ämnesinriktning på arkitekturens formspråk, rummets gestaltning samt upplevelse av form, material och klimat. 
Jadwiga Krupinska har skrivit ett 50-tal artiklar och böcker. 
Hon fick flera utmärkelser för sina pedagogiska insatser inom arkitekternas grundutbildning, bland annat blev hon vald till Årets lärare på KTH.